# Presiune osmotică
Presiunea osmotică este presiunea care trebuie să fie aplicată unei soluții pentru a împiedica trecerea solventului în sensul natural de difuzie printr-o membrană semipermeabilă (fenomenul de osmoză) care separă solventul de soluție. Este o proprietate coligativă. 
Cu alte cuvinte, presiunea osmotică este presiunea care apare între două soluții cu compoziție diferită, separate printr-o membrană semipermeabilă. Aceasta permite trecerea solventului și nu permite trecerea substanțelor dizolvate. Presiunea osmotică depinde exclusiv de numărul particulelor cristaline dizolvate în soluție.
Presiunii osmotice a unei soluții a unei substanțe îi corespunde o energie potențială osmotică similar presiunii hidrostatice a unei coloane de lichid căreia îi corespunde o energie potențială hidrostatică.
Poate fi măsurată cu un aparat numit osmometru care conține soluția înconjurată de membrana semipermeabilă in contact cu solventul pur. Solventul pătrunde prin membrană în soluție ridicând nivelul acesteia în tubul osmometrului până la egalarea presiunii hidrostatice cu cea osmotică.

## Descriere cantitativă
Presiunea osmotică depinde linear de concentrația componentului difuzabil conform formulei lui van't Hoff.
{\displaystyle \Pi =ic_{j}RT}

## Aspecte fiziologice
Echilibrul osmotic este un echilibru dinamic în cadrul celulelor vii, menținând constant raportul moleculelor de apă ce intră și ies din celulă.

## Vezi si
- Activitate termodinamică
- Electroosmoză
- Coloizi
- Concentrație osmotică
- Pilă Karpen
- Potențial chimic
- Energie potențială osmotică
- Număr de transport ionic